# Once Upon a Long Ago
Once Upon a Long Ago is een nummer van de Britse muzikant Paul McCartney. Het verscheen als nieuw nummer op zijn tweede verzamelalbum All the Best! uit 1987. Op 16 november van dat jaar werd het nummer op single uitgebracht.

## Achtergrond
In eerste instantie zou het nummer een duet worden tussen McCartney en Freddie Mercury. De twee waren vrienden van elkaar geworden na Live Aid. Toen McCartney het nummer schreef, wisten nog maar weinig mensen dat Mercury net was gediagnosticeerd met aids, waardoor Mercury nauwelijks meer in het openbaar verscheen en voortdurend gestalkt werd door de pers. McCartney had het met Mercury te doen en schreef "Once Upon a Long Ago" met Mercury in gedachten. Mercury kreeg het echter ook druk met ander werk, zowel solo als met Queen, waarmee hij de voorbereidingen trof voor een nieuw op te nemen album. Ook kreeg hij steeds meer last van zijn gezondheid. Mercury had hierdoor geen tijd meer om met McCartney verder te werken aan "Once Upon a Long Ago", waardoor een begripvolle maar teleurgestelde McCartney het project alleen voortzette en het nummer ook alleen opnam en het door de videoclip ook een kerstplaat is. 
De plaat werd een top 10-hit op de Britse eilanden, Ierland,  Zwitserland en het Nederlandse taalgebied. In McCartneys' thuisland het Verenigd Koninkrijk bereikte de plaat de 10e positie in de UK Singles Chart. In Duitsland en Canada werd de 13e positie bereikt en in Australië de 58e positie.
In Nederland was de plaat op vrijdag 27 november 1987 Veronica Alarmschijf op Radio 3 en werd een grote hit in de destijds twee hitlijsten op de nationale publieke popzender. De plaat bereikte de 6e positie in de  Nederlandse Top 40 en de 11e positie in de Nationale Hitparade Top 100. In de Europese hitlijst op Radio 3, de TROS Europarade, werd géén notering behaald, aangezien deze lijst op 25 juni 1987 voor de laatste keer werd uitgezonden. 
In België bereikte de plaat in zowel de voorkoper van de Vlaamse Ultratop 50 als de Vlaamse Radio 2 Top 30 de 4e positie.